# Noua Ordine Mondială

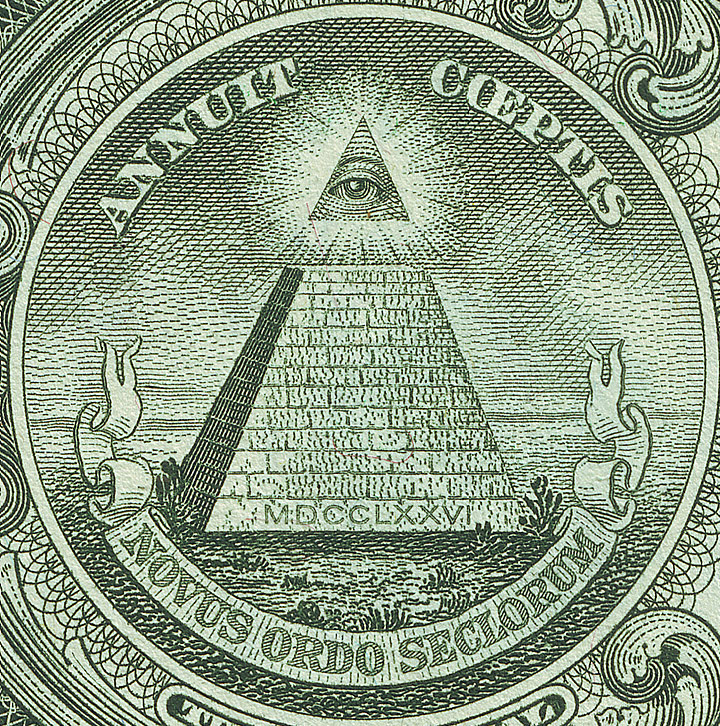
Detaliu controversat de pe bancnota americană, care apare și pe Marele Sigiliu al Statelor Unite ale Americii, vezi detalii mai jos

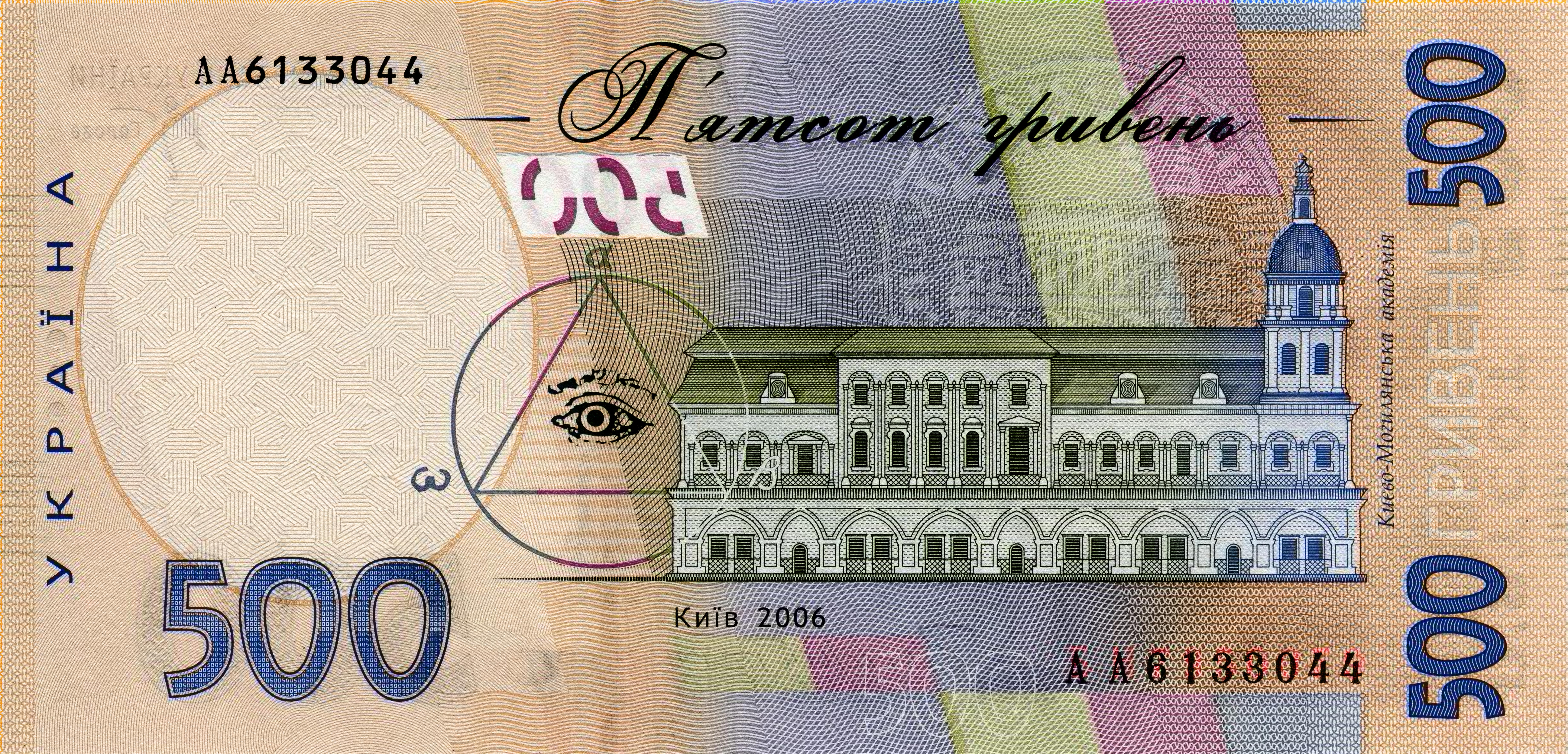
Detaliu controversat de pe bancnota ucraineană de 500 de grivne cu inscripții masonice

Marele Sigiliu al Statelor Unite ale Americii, revers (1776). Istoricii argumentează că susținătorii teoriei conspirației interpretează greșit ochii și piramida ca fiind simboluri masonice ale Iluminaților, o societate secretă din secolul XVIII despre care se speculează că încă mai există și că pune la cale o Noua Ordine Mondială.

Noua Ordine Mondială este - potrivit teoriilor moderne ale conspirației - o conspirație mondială condusă de grupuri de putere financiară și politică.
Ideea centrală în teoriile conspirației despre o "nouă ordine mondială" este că o elită mondială ocultă ar conspira cu țelul constituirii în final a unui guvern mondial, care ar înlocui rapid guvernările statelor naționale suverane și ar pune capăt luptelor pentru putere pe plan internațional. Despre diverse evenimente semnificative din politică și finanțe s-a speculat că au fost și sunt orchestrate de o clică foarte influentă prin intermediul multor organizații de fațadă. Numeroase evenimente istorice sau contemporane sunt văzute ca etape ale unui plan în curs de desfășurare pentru a ajunge la dominarea lumii.

## Istoricul termenului
În secolul al XX-lea, mulți șefi de stat, în frunte cu Woodrow Wilson și Winston Churchill, au folosit termenul noua ordine mondială pentru a se referi la o nouă perioadă a istoriei care atestă schimbarea dramatică în gândirea politică a lumii și schimbarea echilibrului de putere după Primul Război Mondial și Al Doilea Război Mondial. Ei au văzut toate aceste perioade ca posibilități de a pune în aplicare propunerile idealiste sau liberale pentru o guvernarea mondială numai în sensul unor eforturi colective noi pentru a identifica, înțelege și soluționa problemele curente care depășesc posibilitățile statelor individuale. Aceste propuneri au condus la crearea unor organizații internaționale, între care Organizația Națiunilor Unite și NATO, precum și unele acorduri internaționale, ca sistemul Bretton Woods și Acordul General pentru Tarife și Comerț, ca inițiative atât pentru menținerea unui echilibru între puterile internaționale, cât și pentru a reglementa cooperarea între națiuni, pentru a inaugura o fază pașnică a capitalismului. Aceste inițiative, precum și concepțiile unui internaționalism în general au fost mereu criticate vehement de forțele ultraconservatoare naționaliste.
După cele două războaie mondiale, forțele politice cu orientare de stânga au salutat aceste organisme internaționale nou înființate, dar au susținut că ele suferă de deficit democratic și că, prin urmare, au fost insuficiente nu numai pentru a preveni un alt război mondial, dar au fost și incapabile să promoveze o justiție globală. În consecință, activiști din întreaga lume au format o mișcare federalistă cu scopul de a crea o nouă ordine mondială reală.
În 1940, scriitorul britanic de anticipație Herbert George Wells a mers mai departe prin însușirea și redefinirea termenului de nouă ordine mondială ca sinonim pentru crearea unui stat mondial administrat științific și având un sistem economic de tip socialist.
În anii 1947-1957, în care Războiul Rece ajunsese la paroxism, teoreticienii conspirației dreptului american secular și creștin au amplificat unele temeri nefondate față de francmasoni, Iluminați și față de evrei că ar constitui forța motrice a unei conspirații comuniste internaționale. Amenințarea comunismului mondial, sub forma unui stat ateu cu guvern mondial birocratic colectivist, demonizat ca Amenințarea Roșie, a devenit principala preocupare a conspiraționiștilor apocalipsei milenare.

## Teorii conspirative

### Sfârșitul lumii

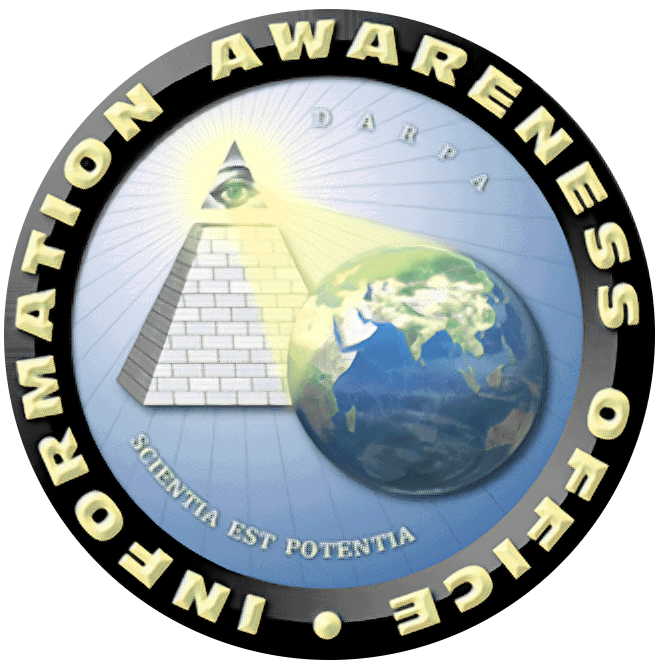
IAO-logo

De aproape două milenii, teologii creștini și mirenii se tem de o conspirație globalistă care să ducă la îndeplinirea profețiilor despre Sfârșitul lumii din Biblie, în special din Cartea lui Ezechiel, Cartea lui Daniel, predica lui Iisus de pe Muntele Măslinilor, din Evangheliile sinoptice, precum și din Cartea Apocalipsei. Ei susțin ca agenții umani și demonici ai diavolului sunt implicați într-un complot primordial de a induce în eroare omenirea cu scopul acceptării unei teocrații satanice care să domine lumea, teocrația satanică a Nesfintei Treimi - Satana, Antihristul și prorocul mincinos fiind baza unui cult imperial. În multe teorii ale conspirației contemporane creștine, profetul mincinos va fi ultimul papă al Bisericii Romano-Catolice (înscăunat prin trădare sau de o conspirație iezuită), un guru carismatic din mișcarea New Age sau chiar un lider al unei organizații fundamentaliste creștine, cum ar fi Fellowship, în timp ce Anticristul va fi un președinte al Uniunii Europene, ori secretarul general al Organizației Națiunilor Unite sau un actor virtual care servește drept figură pentru un supercomputer.

### Francmasoneria
Francmasoneria (sau „masoneria“), ca instituție, este un ordin inițiatic ai cărei membri sunt înfrățiți prin idealuri comune morale, spirituale și sociale (și in unele cazuri chiar politice), prin inițierea conformă unui ritual comun, prin jurământul depus pe una din cărțile sfinte ale marilor religii (Biblia, Coranul, Dao de Jing, Vedele hinduse, Tripitaka budiste, sau alte scrieri considerate sacre) și, în majoritatea ramificațiilor, de credința într-o „ființă supremă“, un „Mare Arhitect al Universului“. Organizațiile masonice, prezente în majoritatea țărilor, se regăsesc sub forma obediențelor autonome, ele însele compuse din loji albastre (zise și ateliere) de câte 7-50 de persoane (uneori chiar mai multe).
Potrivit lucrării The New Encyclopedia Britannica, francmasoneria este cea mai vastă societate secretă (sau „societate discretă”) din lume, răspândindu-se îndeosebi în secolul al XIX-lea odată cu dezvoltarea Imperiului Britanic.

### Illuminati
Ordinul Iluminaților ("illuminati") a fost o societate secretă fondată la 1 mai 1776, în Ingolstadt, în regatul Bavaria, de Adam Weishaupt, un profesor de teologie. Mișcarea era formată din liber-cugetători, liberali, republicani și feminiști, recrutați din lojile masone germane. În 1785, ordinul a fost infiltrat, dezbinat și suprimat de autoritățile Bavariei pentru un presupus complot îndreptat împotriva tuturor monarhiilor și religiilor de stat din Europa. Weishaupt a primit azil la curtea unui prinț german mason.

### Protocoalele Sionului
Protocoalele înțelepților Sionului este un text care a circulat la începutul secolului al XX-lea în Europa și care descrie așa-zisele planuri de dominare a întregii lumi puse la cale de evrei. A fost publicat pentru prima oară în foileton între 28 august și 7 septembrie (stil vechi) 1903 în ziarul Знамя (Znamia) din Sankt Petersburg.

### Masa rotundă
Omul de afaceri Cecil Rhodes, promotor al Imperiului Britanic, a militat pentru ideea ca Marea Britanie să reanexeze Statele Unite în vederea realizării unei viitoare federații imperiale care să domine lumea pe plan militar și economic. În primul său testament din 1877, scris la vârsta de 23 ani, și-a exprimat dorința de a finanța o societate secretă (cunoscută sub numele de societatea electorilor), care ar promova acest obiectiv.

### Conspirația la vedere a lui Wells
În cartea sa din 1928, The Open Conspiracy, scriitorul britanic Herbert George Wells a făcut apel la intelectualitatea din toate statele lumii de a se organiza în vederea stabilirii unei viitoare federații la nivel mondial în scopul întăririi democrației, acordării unei cetățenii mondiale, a asumării autorității internaționale între agenții separate la nivel mondial, cu scopul de a construi o lume social-democrată.

### New Age
New Age este un curent spiritual, rǎspândit mai ales în Occident, avându-și începuturile în anii 1920-1930, când Alice Bailey a publicat mai multe lucrǎri, în care proclama întoarcerea lui Hristos și lansa ideea necesitǎții unor grupǎri pe care le denumea a bunǎvoinței mondiale.
Alice Bailey a prezis în 1940 victoria Aliaților din cel de-al doilea război mondial asupra puterilor Axei (victorie care a avut loc în 1945), precum și stabilirea de către Aliați a unei noi ordini mondiale politice și religioase. Bailey vedea în guvernul mondial federal punctul culminant al conspirației la vedere a lui Wells, dar a argumentat că ar fi sinarhist întrucât ar fi fost ghidat de Marii Maeștrii Ascensionați cu intenția de a pregăti omenirea pentru a doua venire mistică a lui Hristos în zorii erei Vărsătorului.
Potrivit lui Bailey, un grup de maeștri, denumiți Marea Fraternitate Albă, lucrează la un plan ezoteric interior pentru a supraveghea trecerea la noua ordine mondială, dar, pentru moment, membrii acestei ierarhii spirituale sunt cunoscuți doar de câțiva inițiați cu care aceștia ar comunica telepatic, dar când va fi nevoie se vor implica personal și toată lumea va ști de prezența lor pe pământ.
În 1997, rabinul Yonathan Gershom, într-un articol denumit Stereotipuri antisemite în scrierile Alicei Bailey, subliniază că scopul ei (Alice Bailey) nu este decât distrugerea iudaismului. Acest lucru este notabil, deoarece teoriile conspirației tind să prezinte evreii ca fiind autorii Noii Ordini Mondiale, în calitate de grupare principală complotiști care ar dori mai mult să reprime decât să creeze ceva benefic.

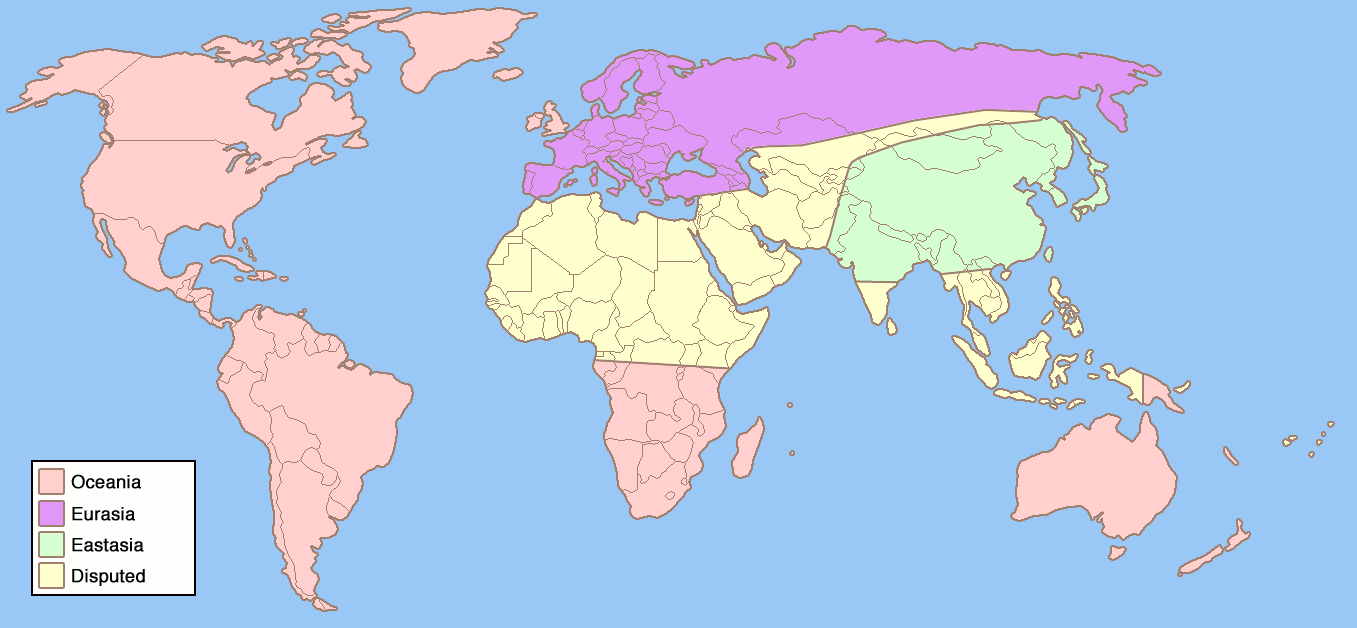
1984: Cele trei mari puteri ale lumii: Oceania, Eurasia și Estasia, în viziunea lui Orwell. Teritoriul controlat de Oceania este reprezentat în roz. Teritoriul Eurasiei este în mov, iar cel al Estasiei în verde. Teritoriile în galben sunt cele disputate de către cele trei mari puteri. Situația geopolitică la sfârșitul cărții o aflăm din harta următoare.

### Al patrulea Reich
Teoriticienii conspirației folosesc termenul Al patrulea Reich sau, în limba engleză, „Fourth Reich” ca sinonim peiorativ pentru „Noua Ordine Mondială”, pentru a sugera că ideologia statului și guvernarea mondială vor fi similare celor național-socialiste din al treilea Reich. Antisemiții folosesc termenul pentru a sugera că un presupus viitor guvern mondial va fi dominat de fasciști evrei.

### Invazie extraterestră

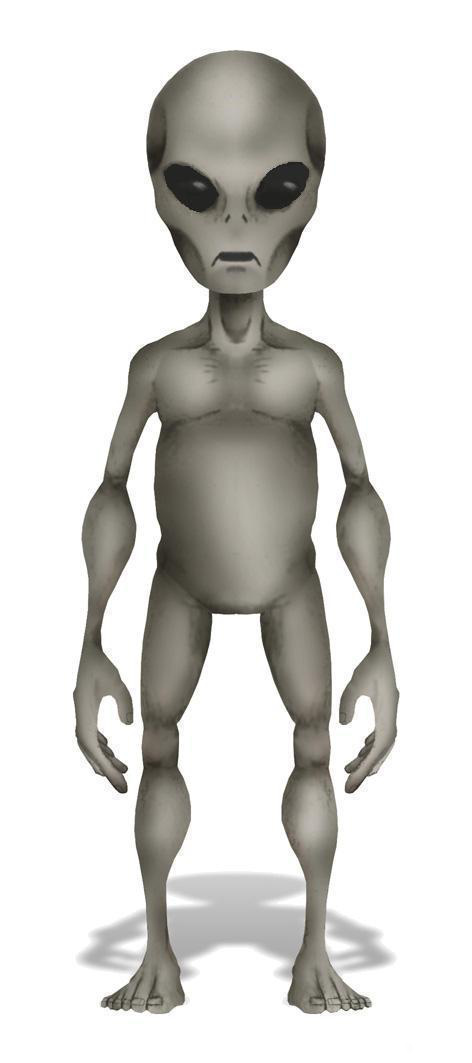
Rasa Gri

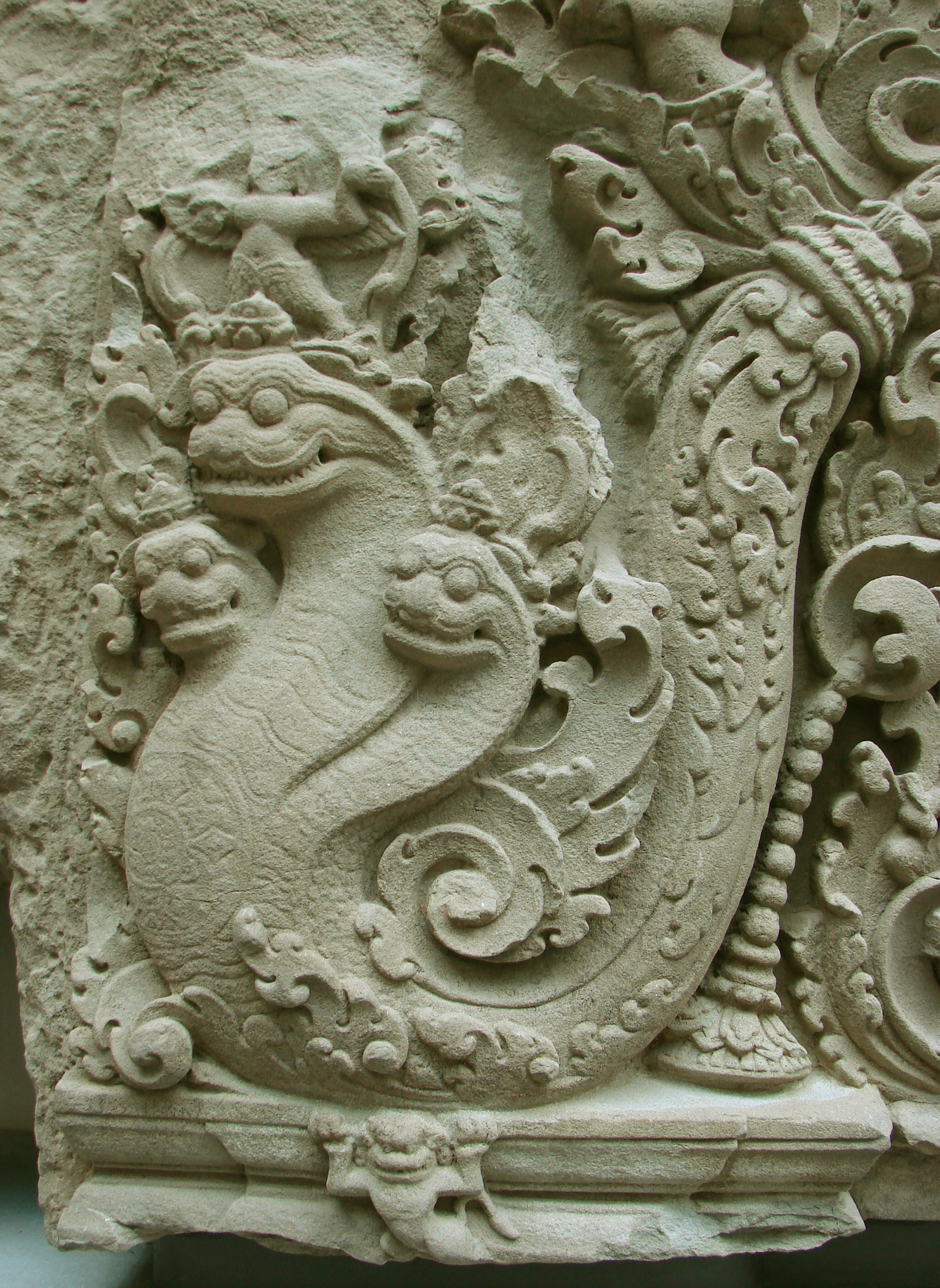
Naga, în cultura budistă, rasa Reptiliană

De la finele anilor 1970, de pe alte planete sau din dimensiuni paralele (cum ar fi ființe ipotetice din rasa Gri) și intratereștrii din adâncul gol al Pământului (cum ar fi rasa Reptiliană) au fost incluși în teoria conspirației privind Noua Ordine Mondială, în roluri mai mult sau mai puțin dominante, așa cum ar fi teoriile invocate de autorii americani Stan Deyo și Milton William Cooper și de scriitorul britanic David Icke.

### O lume nouă
Susținătorii teoriei conspirației speculează că elita globală aflată la putere este adeptă modernă a lui Satan și urmărește o agendă transumanistă menită să dezvolte și să utilizeze tehnologii umane pentru a crea o castă conducătoare postumană; accelerarea spre o singularitate tehnologică va fi așa de rapidă, încât oamenii normali vor fi în imposibilitatea de a anticipa sau înțelege ce se întâmplă în jurul lor. Teoreticienii conspirației se tem că rezultatul acestei agende va fi apariția unei Lumi Noi - un fel de distopie și/sau dispariția speciei umane.

## Mijloace de implementare
Așa cum există mai multe teorii care se suprapun privind natura Noii Ordini Mondiale, așa există și mai multe credințe despre modul cum se va pune în aplicare:

### Gradualism
În general, teoreticienii conspirației speculează că Noua Ordine Mondială este pusă în aplicare treptat și dau ca exemple în acest sens formarea Banca centrală a Statelor Unite ale Americii ("The Fed") în 1913, Liga Națiunilor în 1919; Fondul Monetar Internațional în 1944; Organizația Națiunilor Unite în 1945; Banca Mondială în 1945, Organizația Mondială a Sănătății în 1948, Uniunea Europeană; introducerea monedei euro în 1993; Organizația Mondială a Comerțului în 1998 și Uniunea Africană în 2002, , Uniunea Euroasiatică la 29 mai 2014.

### Lovitură de stat
Teoreticieni americani de dreapta ai conspirației, în special cei apropiați "milițiilor" radicale din Statele Unite, speculează că Noua Ordine Mondială va fi implementată printr-o lovitură de stat dramatică (coup d'état) de către o echipă secretă, folosind elicoptere negre, în SUA și în alte țări, pentru a aduce un guvern mondial totalitar controlat de Organizația Națiunilor Unite și impus de trupele străine de menținere a păcii ale ONU. În baza planurilor Rex 84 și Operation Garden Plot, această lovitură militară ar implica suspendarea constituțiilor, impunerea legii marțiale și numirea comandanților militari la conducerea statelor.

### Supraveghere în masă

codul universal de marcare a mărfurilor

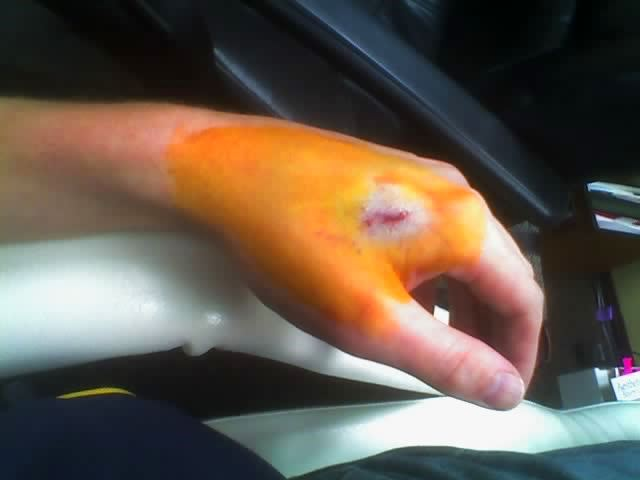
Implant în mână cu un microcip

Teoreticienii conspirației cred că Noua Ordine Mondială este implementată prin programe de supraveghere în masă, precum și prin utilizarea de coduri numerice personale pentru persoane, codul de bare pentru produse, codul universal de marcare a mărfurilor, și, mai recent, identificarea prin frecvență radio folosind implanturi cu microcipuri de tip RFId. După 11 septembrie 2001, serviciile secrete americane înregistrează zilnic 1,5 miliarde de convorbiri telefonice.
Scepticii avertizează asupra promovării consumului, ca de exemplu Katherine Albrecht și Liz McIntyre. Ei susțin că guvernele și marile companii comerciale planifică urmărirea fiecărei mișcări a consumatorilor și a cetățenilor cu RFID, ceea ce ar reprezenta ultimul pas spre statul totalitar care își supraveghează cetățenii ca în romanul 1984 scris de George Orwell. De aceea creștinii ar trebui să se împotrivească, întrucât - afirmă scepticii - bazele de date și tehnologiile moderne de comunicații, împreună cu comercializarea echipamentelor sofisticate de captare a datelor și identităților și a sistemelor de autentificare, fac posibil astăzi să se solicite date biometrice asociate sau un semn pentru a putea face achiziții. Ei se tem că aceste posibilități tehnice noi seamănă mult cu numărul fiarei prevestit în Cartea Apocalipsei.

### Ocultism

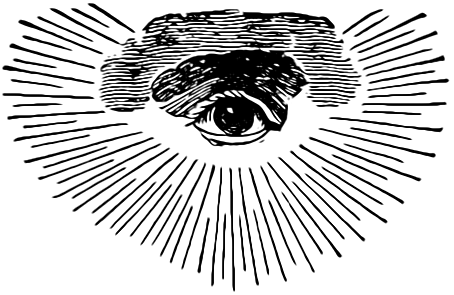
Ochiul Providenței masonic

Teoreticienii conspirației cu privire la drepturile creștinilor cred că există o conspirație ocultă veche începută de primii gnostici și continuată de succesorii lor, cum ar fi presupușii ezoterici: Cabaliștii, Catharii, Cavalerii Templieri, rosicrucienii, francmasonii, și, în cele din urmă, Iluminații - care ar încerca să submineze fundamentele iudeo-creștine ale lumii occidentale și pun în aplicare o Nouă Ordine Mondială, printr-o religie New Age - o lume care pregătește masele să îmbrățișeze cultul imperial al lui Antihrist. Mai pe larg, ei speculează că globaliștii care complotează în numele unei Noi Ordini Mondiale folosesc organizațiile oculte unde există superiori necunoscuți, ierarhii spirituale, demoni, îngeri căzuți sau Lucifer. Ei cred că, la fel ca ocultiștii naziști, acești conspiratori folosesc puterea științelor oculte (numerologie), simboluri (Ochiul Providenței), ritualuri (grade masonice), monumente (reperele National Mall), clădiri (Manitoba Legislative Building) și facilități (Denver International Airport) pentru a avansa complotul lor către dominația lumii.

### Controlul populației

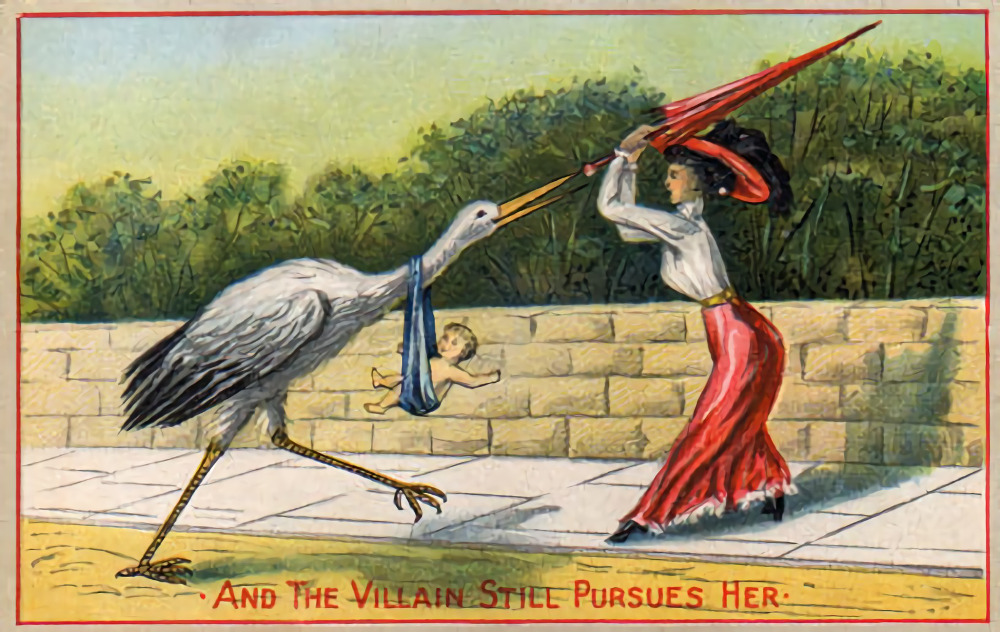
Un afiș din epoca victoriană care promovează contracepția și abstinența

Teoreticienii conspirației cred că Noua Ordine Mondială va fi pusă în aplicare și prin monitorizarea și controlul circulației persoanelor fizice. Ceea ce înseamnă că planurile au în vedere între altele oprirea creșterii societăților prin programe medicale vizând sănătatea și planificare familială, care promovează abstinența, contracepția și avortul, sau reducerea în mod intenționat a celei mai mari părți din populația lumii, prin genociduri provocate de războaie inutile, prin epidemii de virusuri create de ingineria genetică și prin vaccinuri, precum și prin dezastre ecologice cauzate de influențarea condițiilor meteorologice (exemplu: HAARP) etc.
Codex alimentarius, o colecție de standarde recunoscute la nivel internațional, coduri de practică, orientări și alte recomandări referitoare la produsele alimentare, producția de alimente și siguranței alimentare, a devenit, de asemenea, obiectul unor teorii ale conspirației despre controlul populației prin înfometare și boli cauzate de substanțe introduse în alimente.

### Controlul minții
Susținătorii teoriei conspirației acuză guverne, marile companii și mediile de informare în masă de a fi implicate în procesul de creare a unui consens (inter)național și, în mod paradoxal, a unei culturi a fricii, întrucât, prin potențialul de control social sporit, s-ar induce o teamă a populației față de această putere ocultă. Cea mai mare teamă a susținătorilor teoriei conspirației este aceea că cei care conspiră folosesc controlul minții (mind control) - o gamă largă de tehnici menite să zădărnicească autocontrolul individului în gândurile sale proprii, comportament, emoții și decizii - pentru punerea în aplicare a unei noi ordini mondiale. Aceste tehnici ar include totul, de la Candidatul Manciurian, un fel de agent de spălare a creierului, până la operațiuni cu efecte psihologice (cu apă fluorizată, publicitatea subliminală, Spectrul de Difuzare a Sunetelor Tăcute (SDST) - în engleza SSSS, MEDUSA), precum și operațiuni de parapsihologie (Proiectul Stargate), pentru a influența masele.
Ideea purtării unei pălării din foiță de staniol ca protecție împotriva undelor a devenit un stereotip popular și totodată luare în zeflemea, fiind asociată cu teoreticienii conspirației. Scepticii susțin că obsesia teoreticienilor conspirației privind controlul minții, al populației, ocultismul, marea finanță, marea ocultă, guvernul mondial este favorizată de doi factori, atunci când individul: 
- 1) deține valori individualiste puternice și
- 2) nu dispune de această putere.

Primul atribut se referă la persoanele care au o preocupare profundă față de dreptul individului de a lua decizii proprii și directe privitoare la propria viață, fără ingerințe din partea unui sistem superior (de exemplu statul și guvernele sale) și fără asumarea unor obligații dictate de alții. Atunci când individualiștii simt că nu își pot exercita independența, adică sunt afectați de neputință, ei trec printr-o criză și își sunt copleșiți de ideea că forțe mai mari sunt de vină pentru pierderea libertății lor.

## Vaticanul și Noua Ordine Mondială
În 2009, papa Benedict al XVI-lea a afirmat că responsabilă de prăbușirea financiară mondială este mentalitatea profitului cu orice costuri și a cerut crearea unei Noi Ordini Mondiale pentru „binele comun”. Pe baza acestei afirmații, în 2011 și iar în 2012, Vaticanul a anunțat că dorește o Nouă Ordine Mondială care să fie implementată gradual. Experții Vaticanului afirmă că e necesară înființarea unei Bănci Centrale Planetare.
În 1928 se înființează la Madrid Societatea Sfintei Cruci și a Operei lui Dumnezeu (Opus Dei) care a trecut în mâinile Papei și a stabilit legături cu mafia. În interiorul Bisericii Catolice, potrivit mai multor autori, problemele spirituale reprezintă masca sub care ea dirijează masoneria, finanțele, comerțul și deci și politica lumii. De remarcat că Banca di Santo Spirito este cea mai veche din lume și a fost fondată de papa Paul al V-lea în 1605.

## În cultura populară
Critici culturali, cum ar fi Barkun, arată că teoriile despre conspirații s-au răspândit mult și din cauza multor cărți, seriale de televiziune și filme artistice), acest lucru amplificând mult și supozițiile și credințele - teoriile care sfidează opinia generală - privind prezumtiva conspirație pentru crearea Noii Ordini Mondiale și influențează extremiștii de dreapta. Următoarea listă este în ordinea cronologică:
- Chris Carter, 1993-2008, franciza "Dosarele X";
- Richard Donner, "Teoria conspirației", film din 1997;
- Warren Spector și Harvey Smith (designeri de jocuri);"Deus Ex" un RPG din 2000;
- Dan Brown, Îngeri și demoni; roman din 2000
- Dan Brown, Simbolul pierdut; roman din 2009

## Critici
Scepticii cu privire la teoriile conspirației despre Noua Ordine Mondială îi acuză pe susținătorii lor de sofism furtiv, o credință că faptele istorice importante sunt în mod necesar sinistre; gândire conspirativă, o viziune despre lume în care conspirațiile joacă un loc central în mersul istoriei, mai degrabă decât forțele economice și sociale; și paranoia de fuziune, o absorbire promiscuă a fricilor din oricare surse disponibile.
Domhoff, un profesor universitar de psihologie și sociologie care face cercetare asupra conceptului de putere, a scris în 2005 un eseu intitulat There Are No Conspiracies (Nu există conspirații). El spune că pentru ca această teorie conspirativă să fie adevărată ar fi necesar ca mai mulți „oameni bogați și foarte educați” să facă lucruri care nu „corespund cu ceea ce cunoaștem despre structurile puterii”. Aserțiuni că Noua Ordine Mondială se va întâmpla în mod real datează de decenii și mereu s-au dovedit eronate.
Partridge, un editor colaborator al magazinului de probleme mondiale Diplomatic Courier, a scris în 2008 un articol intitulat One World Government: Conspiracy Theory or Inevitable Future? (Guvern mondial: teoria conspirației sau viitor inevitabil?). El afirmă că dacă sunt schimbări ele constă în creșterea naționalismului, care este opusul guvernului mondial. El afirmă de asemenea că încercările de a crea guverne globale sau acorduri globale „au eșuat în mod categoric” iar „structurile supranaționale care există sunt renumite pentru birocrație și ineficiență.”
Deși unii critici culturali văd teoriile superconspirațiilor despre o Nouă Ordine Mondială drept „metanarative postmoderne” care ar putea da un sentiment de efectivitate politică, un fel de a da oamenilor de rând o structură narativă pentru a se îndoi de ce e în jurul lor, scepticii argumentează că gândirea conspirativă conduce la cinism, gândire tulbure și o tendință de a se considera pe sine neajutorați chiar când îi atacă pe presupușii conspiratori.
Alexander Zaitchik de la Southern Poverty Law Center a scris un raport intitulat „'Patriot' Paranoia: A Look at the Top Ten Conspiracy Theories” („Paranoia « patriotică » : o privire de ansamblu la top zece teorii conspirative”), în care el condamnă personal astfel de teorii drept efort al dreptei radicale de a submina societatea.
Cu privire la milenarismul de improvizare al multor teorii conspirative despre Noua Ordine Mondială, el poate motiva teroriștii solitari (lupii singuratici) să acționeze într-o mișcare de rezistență lipsită de conducător, ceea ce conduce la terorismul autohton din SUA, cum ar fi Atentatul din Oklahoma City, Barkun scrie că „pericolul nu constă atât în credințele conspirative... ci în comportamentul ele îl pot stimula sau justifica” și avertizează că „dacă ei cred că ziua profețită a nenorocirii a și venit, comportamentul lor va deveni mult mai dificil de prezis.”
Avertismente asupra pericolului pe care-l reprezintă mișcările populiste de dreapta conduse de demagogi care mobilizează masele de oameni sau chiar o revoluție fascistă apărută prin exploatarea fricii de conspirații, Berlet scrie că „Mișcările populiste de dreapta pot cauza daune serioase unei societăți deoarece ele adesea propagă xenofobia, autoritarismul, găsirea de țapi ispășitori, și gândirea conspirativă. Asta poate ademeni politicienii mainstream să adopte aceste teme pentru a atrage voturi, să legitimeze acte de discriminare (sau chiar violență) și deschide ușa mișcărilor revoluționare populiste de dreapta, cum ar fi fascismul, să recruteze din cadrul mișcărilor populiste reformiste.”
Hughes, un profesor universitar de religie, avertizează că nicio idee religioasă nu are un potențial mai mare de a modela politica globală în mod profund negativ decât „noua ordine mondială”. El scrie într-un articol din februarie 2011 intitulat Revelation, Revolutions, and the Tyrannical New World Order (Apocalipsa, revoluțiile și Noua Ordine Mondială tiranică): „piesa crucială a acestui puzzle este identitatea Antihristului, figura tiranică dirijând și inspirând noua ordine mondială”. Antihristul a fost pe rând Uniunea Sovietică și lumea arabă. El afirmă că asta îi inspiră să „întâmpine cu bucurie războiul cu lumea islamică” și deschide poarta holocaustului nuclear.
Critica teoreticienilor conspirației referitoare la Noua Ordine Mondială vine de asemenea din cadrul propriei lor comunități. Deși ei pretind că ar fi „luptători pentru libertate”, mulți teoreticieni ai conspirațiilor populiști de dreapta au viziune care sunt incompatibile cu libertarianismul, cu ar fi dominionismul, supremația albă și chiar lichidarea indezirabililor. Acest paradox a făcut ca Icke, care susține că mișcarea patrioților creștini sunt singurii americani care înțeleg adevărul despre Noua Ordine Mondială (care el crede că este controlată de o rasă de reptilieni denumită „Frăția Babiloniană” ), ar fi declarat unui grup de patrioți creștini „Nu știu ce urăsc mai mult, lumea controlată de Frăție sau lumea cu care voi vreți s-o înlocuiți.”